# Castillo de Segura de León
El Castillo de Segura de León es una fortaleza del siglo XIII. Se encuentra en el término municipal de Segura de León, provincia de Badajoz, Extremadura. Se tienen registros de esta localidad desde el último tercio del siglo XIII. En un principio sirvió de forma inmediata como sede a una Encomienda de la Orden de Santiago, que más adelante fue elevada a rango de «Encomienda Mayor» de dicha Orden y luego residencia de sus administradores hasta 1833.

## El Castillo

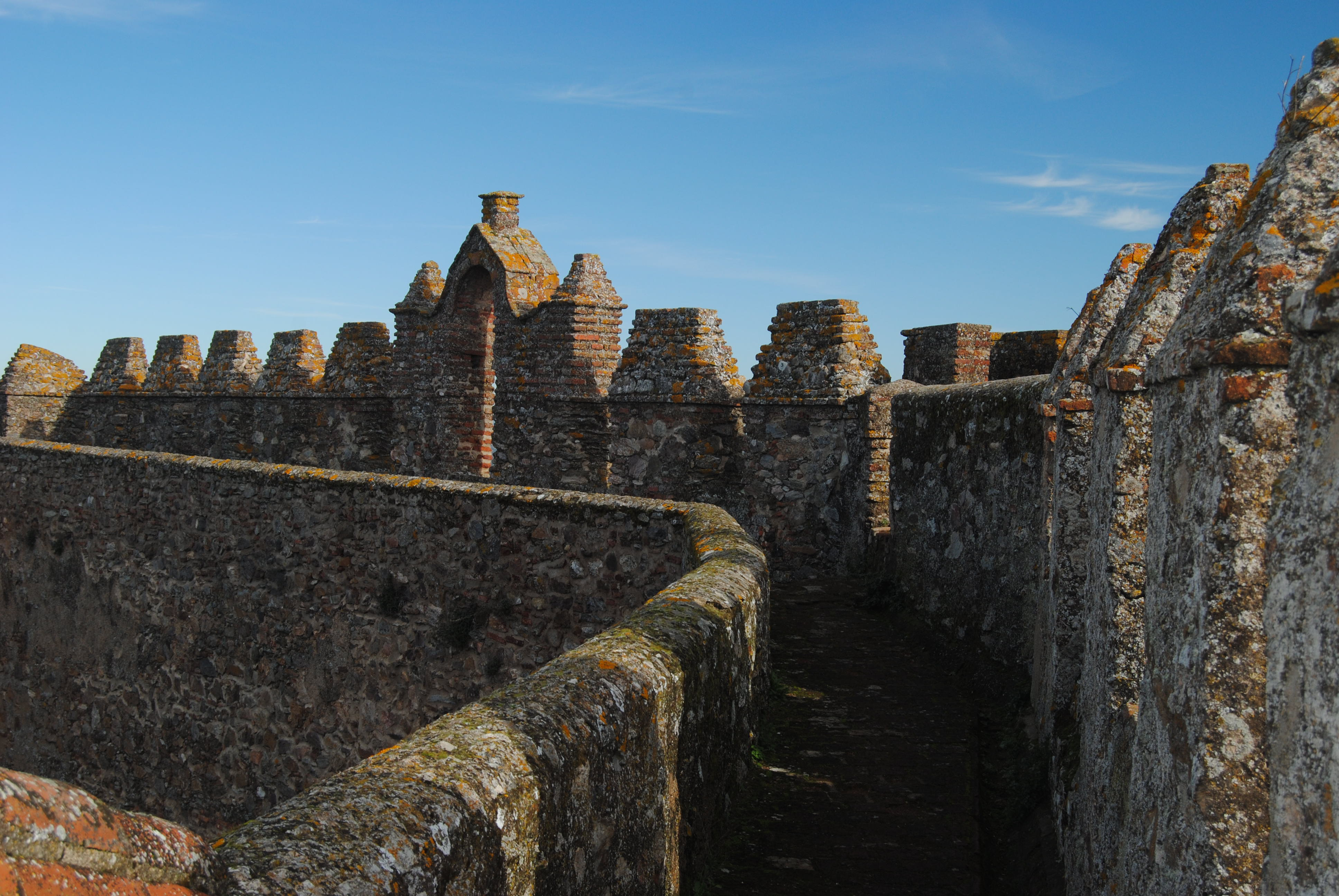
Adarve y almenas del Castillo

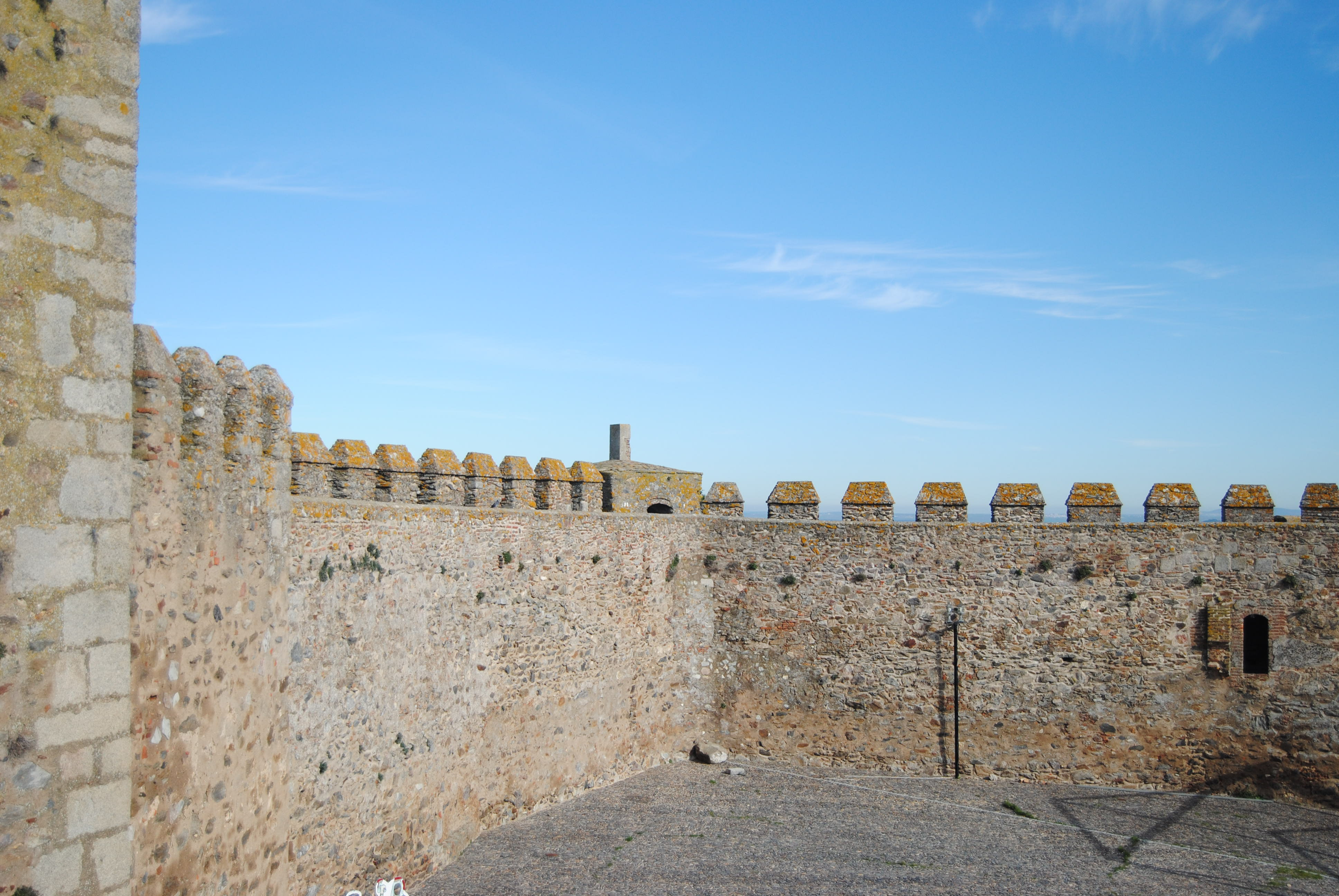
Muralla y almenas del Castillo de Segura de León vistas desde dentro.

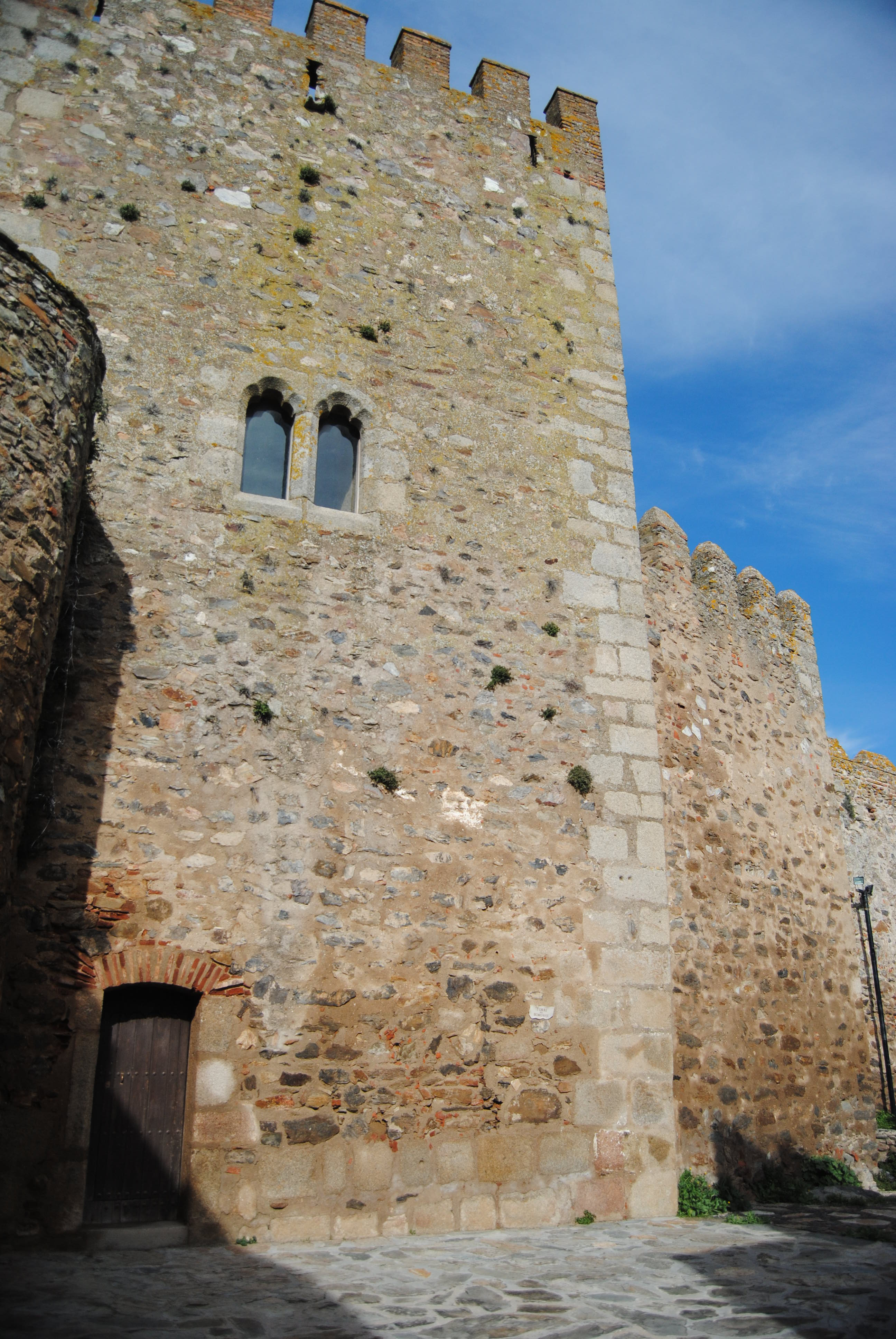
Torre del Homenaje del Castillo de Segura de León

El castillo es de grandes proporciones con planta irregular ya que fue adaptándose en cada tramo a los accidentes topográficos del terreno, reforzándose algunos de sus lienzos con torres  prismáticas, otras  cilíndricas y otras formadas por cubos semicilíndricos. Las construcciones más antiguas son del siglo XIV, pero no fue hasta el siglo XV cuando afloraron los primeros documentos fiables y concretos. En el tercer cuarto del siglo XV cuando el último Maestre de la Orden de Santiago don Alonso de Cárdenas, que hacia 1483 construyó el Castillo de Segura de león y que fue el bisabuelo de García López de Cárdenas, descubridor del Gran Cañón del Colorado, acometió la edificación de una nueva muralla. También construyó la torre cilíndrica del ángulo  nororiental y el  baluarte de la puerta principal, con cuyas obras continuó don Cutierre de Cárdenas, que le sucedió en el cargo. El castillo tuvo otra muralla exterior de menor altura pero, lógicamente, de mayor longitud. De esta segunda muralla solo quedan algunos tramos. También había un foso delante de la puerta principal por lo que había que cruzar un pequeño puente levadizo de madera para entrar; si se preveía que el enemigo iba a llegar hasta la puerta, se izaba o se quemaba en citado puente.
En el interior existía una capilla con bóveda de crucería estrellada de ladrillo de la que todavía se conservan restos de ella, construida por «Adán Piedrahita» en el año 1511. También se construyó un calabozo y habitaciones para las necesidades del personal residenciales, domésticas y administrativas del castillo, como el llamado «cuarto de Garcilaso», que fue construido por el  comendador mayor Garci Laso de la Vega, padre del poeta y militar Garcilaso de la Vega, que ostentó este mandato entre 1504 y 1512 de quien recibe la habitación este nombre. Esta zona está muy vinculada con los artífices mudéjares como es la galería porticada y un ajimez o ventana de dos aberturas que está dividida verticalmente en dos partes iguales mediante una pequeña columna o pilastrilla llamada mainel o parteluz, enmarcadas en alfiz. El Castillo de Segura de León es el mejor conservado de los que levantó la Orden de Santiago en Extremadura.
La puerta principal, que está en el flanco sur, tiene adosadas en los lados la «torre de los Alcaides», de planta  prismática, y la «torre de Miramontes», esta de planta circular y más alejada de la puerta que la otra torre. La puerta, como en la mayoría de los castillos, dispone de un matacán para protegerla desde la zona más alta ya que a través de él se podían tirar piedras y líquidos hirvientes a los atacantes que pretendiesen penetrar.

## Torre del Homenaje
La Torre del Homenaje es el volumen más sobresaliente del castillo y se eleva en el ángulo noroeste. Fue construida por el maestro «Hernando Contreras» en 1515 sobre los restos de una primitiva torre  medieval como asegura la «profesora Ruiz Mateos». El edificio adosado a la fachada principal se hizo entre 1750 y 1760.

## Otras construcciones
En el patio del castillo hay una doble  arquería mudéjar de la que se ha reconstruido la parte superior y se ha descubierto la inferior en unas obras que se realizaron en la década de 1980. La arquería inferior, por donde se entra a la capilla, está formada por cinco arcos de medio punto sobre pilares de granito, también conocido como piedra berroqueña, de sección  octogonal; la superior da acceso a las habitaciones que aún se conservan. Ambas arquerías, superior e inferior, las construyó el maestro de obras Hernando Contreras, el mismo que construyó la Torre del Homenaje. También pueden verse en la actualidad unas medias tinajas empotradas en «cal y canto» — mezcla de piedras y argamasa—, procedentes del convento franciscano cercano, traídas por las tropas francesas en el año 1811 y situadas frente a la puerta falsa del castillo.